# Красный рассвет (группа)
«Красный рассвет» — советская и российская группа, игравшая в жанрах хеви-метал и хард-рок.

## История группы

Андрей Гирнык и группа «Красный рассвет» (обложка виниловой пластинки «Река времени», фирма «Мелодия», 1990)

Группа была основана в 1989 году Андреем Гирныком (экс-«Чёрный кофе», экс-«Тяжёлый день») и Александром Белоусовым. В 1990 в группу приходит певец Александр Мартынов, обладавший лучшими вокальными данными, чем первый вокалист Алексей Королёв. Стиль группы был определён, как хард-н-хеви, однако в репертуаре группы имелись и более «тяжёлые» композиции.
  
После выпуска первого альбома группы «Дурное предчувствие» группа получила известность и начала гастроли по СССР. Также группа принимала участие в благотворительных концертах и в различных фестивалях: «Звуковая дорожка», «Интер-Шанс» и др.
В июне 1990 года альбом вышел под названием «Река времени». Музыка группы на этом альбоме была сильно облегчена и мелодизирована. В 1991 году группа приняла участие в телефестивале «Песня года» с песней «Баллада менестреля», благодаря чему Всесоюзная студия грамзаписи выпускает единственный диск-гигант группы (один из последних «тяжёлых» LP в СССР).
В 1992 году группа распадается.

## Участники группы
- Евгений Ельцов — вокал (1992)
- Александр Мартынов — вокал (1990—1992)
- Андрей «ZZ Top» Гирнык — бас (1989—1992)
- Дмитрий Мясников — гитара (1989—1992)
- Андрей Дроздов — клавишные (1989—1991)
- Александр Белоусов — ударные (1989—1992)
- Вячеслав Славачок (Терешонок) — гитара (1992)
- Алексей Королёв — вокал (1989—1990)
- Сергей Смирнов — клавишные (1992)

## Дискография
- 1989 — «Дурное предчувствие» (магнитоальбом)
- 1990 — «Супермэн» (магнитоальбом, LP (1991)
- 1991 — «Russian Rock» (LP. На пластинку, помимо песен «Красного рассвета» вошли песни групп «Демарш», «Новый Завет» и «Небесное электричество»)
- 1992 — «Каждому своё» (альбом был не закончен)
- 2009 — «Лучшее 1989—2009» (CD)